# George Nelson
George Nelson (Hartford, Connecticut, 1908-  Nueva York, 1986) fue un arquitecto y diseñador estadounidense. 

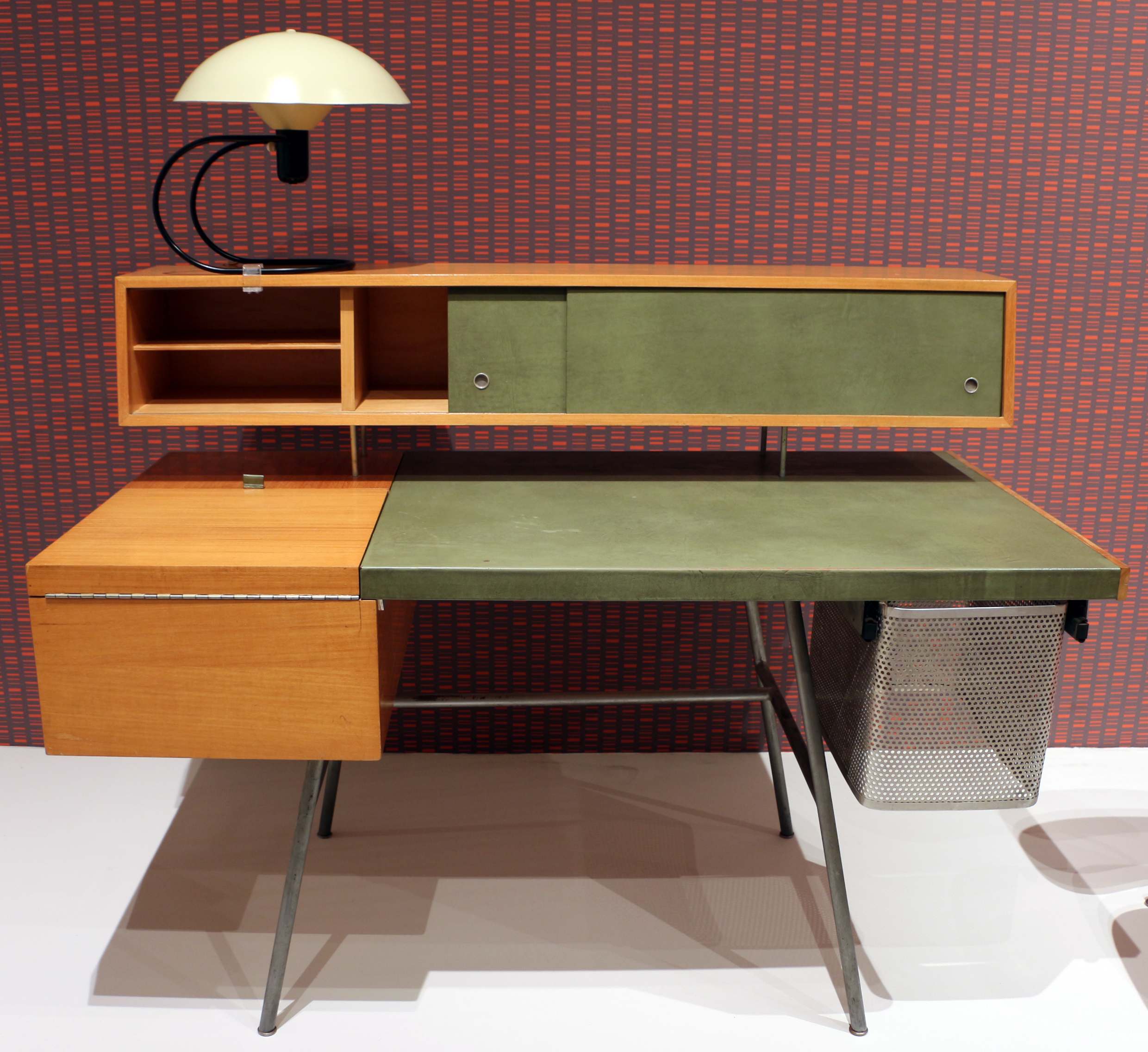
George Nelson & Associates for Miller Furniture Coompany, desk n. 4658, made in Zeeland, MI, 1946

Se tituló de arquitecto en la Universidad de Yale y estudió artes en Roma. Se destacó en el diseño industrial, especialmente en la creación de objetos para interiores: muebles, lámparas, etc. Famosas son sus sillas Pretzel, Marshmallow y Coconut. 
Al igual que Paul László, Charles Eames y Isamu Noguchi, diseñó una serie de objetos para la empresa Herman Miller, que contribuyeron a que esta adquiriera reputación internacional.
Uno de sus discípulos conocidos fue Ettore Sottsass, al que influyó para cambiar su vocación de la arquitectura al diseño.

## La oficina de cubículo
Artículo principal: Cubículo
En 1960, Herman Miller creó Herman Miller Research Corporation bajo la dirección de Robert Propst y la supervisión de George Nelson. Aunque Nelson permaneció en el campus principal de Herman Miller en Zeeland, Míchigan, Robert Propst y Herman Miller Research Corporation se ubicaron en Ann Arbor, Míchigan para estar más cerca de la Universidad de Míchigan. El objetivo de la empresa era estudiar los cambios en el uso del mobiliario de oficina que se habían producido durante el siglo XX, no solo el mobiliario en sí. Después de consultar con expertos en psicología, antropología y varios otros campos, Propst creó la línea Action Office I, que fue ejecutada por el estudio de Nelson y apareció por primera vez en el catálogo de 1964 de Herman Miller. Por este diseño Nelson recibió el prestigioso premio Alcoa. La línea Action Office I no fue un éxito y Nelson fue apartado del proyecto. Propst creó entonces la Action Office II, que hoy en día se conoce mejor como la oficina cubículo. A pesar de que la línea "Action Office II" se convirtió en el proyecto más exitoso de Herman Miller, en 1970 envió una carta a Robert Blaich, quien se había convertido en vicepresidente de Diseño Corporativo y Comunicación de Herman Miller, en la que describía el "efecto deshumanizador del sistema como entorno de trabajo". Aquí sus crítica:
"Uno no tiene que ser un crítico especialmente perspicaz para darse cuenta de que AO II definitivamente no es un sistema que produce un ambiente gratificante para la gente en general. Pero es admirable para los planificadores que buscan formas de meter un número máximo de cuerpos, por "empleados" (en lugar de individuos), por "personal", zombis corporativos, muertos vivientes, la mayoría silenciosa. Un gran mercado". 
Nelson tenía razón en que resultó haber un "mercado más grande" para AO II. En 2005, las ventas totales habían alcanzado los 5.000 millones de dólares.